# Integrationsplatform
|  | Maskinoversættelse og/eller tvivlsomt indhold Denne sides indhold bærer præg af at være en maskinoversættelse og/eller meget dårligt og uklart formuleret. Det vurderes at sproget er så dårligt og eventuelt forkert eller til at misforstå, at det bør omskrives eller oversættes på ny. Du kan hjælpe med at oversætte til korrekt dansk i denne og lignende artikler. Hvis dette ikke sker inden for kort tid, kan en sletning komme på tale. Se evt. denne sides diskussionsside eller i artikelhistorikken. |

‘’‘Integrationsplatforme’’’ er en samlebetegnelse for tekniske løsninger, der muliggør automatiseret overførsel af data mellem forskellige informationssystemer. Disse platforme anvendes til at forbinde applikationer, tjenester eller databaser inden for eller mellem organisationer med henblik på at effektivisere arbejdsgange, reducere manuelle opgaver og forbedre datakvaliteten.

## Oversigt
Integrationsplatforme kan beskrives som et beskedhåndterende mellemled (engelsk: middleware), der styrer datakommunikation, formatoversættelse, fejlhåndtering og i nogle tilfælde også forretningslogik.IBM (2022). ‘‘Enterprise Integration Patterns’’. IBM Cloud Docs. De bruges af både små og mellemstore virksomheder samt af store koncerner og offentlige myndigheder.
Platformen forbinder systemer med forskellige teknologiske forudsætninger, som moderne cloudtjenester og ældre lokale IT-systemer. Ved hjælp af definerede grænseflader (API’er), meddelelseskøer og planlagte overførsler sikres kontinuerlig dataudveksling mellem systemerne.

## Typiske anvendelser
Integrationsplatforme bruges blandt andet til:
	•	Synkronisering af produkt-, ordre- og kundedata mellem webshops og ERP-systemer
	•	Overførsel af faktura- og betalingsinformation mellem økonomisystemer og banktjenester
	•	Integration af HR-systemer med løn- og personalesystemer
	•	Sammenkobling af CRM og ERP for automatisering af salgsprocesserMuleSoft (2023). ‘‘What is an Integration Platform?’’  (Webside ikke længere tilgængelig)

## Typer af integrationsplatforme

### iPaaS (Integration Platform as a Service)
iPaaS er en cloudbaseret integrationsplatform, hvor brugeren via et webinterface kan opsætte og administrere integrationer. Platformen drives af en tredjepartsudbyder og muliggør hurtig implementering uden krav til lokal infrastruktur.Gartner (2024). ‘‘Market Guide for Integration Platform as a Service (iPaaS)’’. Et eksempel på en nordisk iPaaS-løsning er Junipeer, der i sin vejledning beskriver, hvordan integrationsplatforme anvendes inden for e-handel, ERP og automatiseret datahåndtering.Junipeer (2025). ‘‘iPaaS – Integration Platform as a Service Guide’’. 

### Lokale platforme (on-premise)
Anvendes i organisationer med egne servere og høje sikkerhedskrav. Kræver ofte mere teknisk kompetence og ansvar internt.

### Hybridløsninger
Kombinerer cloudbaserede og lokale integrationer. Anvendes ofte i store organisationer med komplekse IT-miljøer.

## Tekniske egenskaber
De fleste integrationsplatforme understøtter:
	•	Protokoller som REST, SOAP, AMQP
	•	Datatransformation (fx XML til JSON)
	•	Fejlhåndtering og logning
	•	Overvågning i realtid
	•	Rollebaseret adgangskontrol
	•	Kryptering og efterlevelse af lovgivning som GDPRENISA (2021). ‘‘Security in Interoperable Systems’’.

## Fordele
•	Reducerer fejlrisiko ved manuel håndtering
	•	Forbedrer informationsflow mellem afdelinger
	•	Muliggør automatisering af rutineopgaver
	•	Giver bedre tilpasningsevne til ændrede teknologiske krav

## Udfordringer
•	Høj initial omkostning og kompleksitet ved implementering
	•	Kræver adgang til veldokumenterede API’er
	•	Risiko for afhængighed af ikke-standardiserede platforme

## Relaterede emner
•	ERP
	•	API
	•	Digitalisering
	•	Middleware